# Corrupção na Libéria
A corrupção é endêmica em todos os níveis da sociedade liberiana, tornando a Libéria uma das nações mais politicamente corruptas do mundo. Assim, a corrupção não é especificamente um crime punível segundo a legislação liberiana, o que agrava ainda mais a natureza da corrupção presente no país. Quando a presidente Sirleaf assumiu o cargo em 2006, ela declarou que a corrupção era "o principal inimigo público."
Em 2014, Deborah Malac, então embaixadora dos Estados Unidos na Libéria, afirmou que "A corrupção continua sendo um problema sério na Libéria. Ela enfraquece a transparência, a responsabilidade e a confiança do povo nas instituições governamentais."

## Dinâmica da corrupção
No Relatório de Direitos Humanos de 2013 sobre a Libéria, do Departamento de Estado dos Estados Unidos, foi destacado que a corrupção não é considerada um crime na Libéria, embora existam penalidades criminais para sabotagem econômica, má gestão de fundos e outros atos relacionados à corrupção. Segundo um relatório publicado em 2013 pelo Departamento de Estado dos EUA, os baixos níveis salariais no serviço público liberiano, o treinamento profissional mínimo e a ausência de condenações bem-sucedidas agravaram a corrupção oficial e ajudaram a fomentar uma cultura de impunidade.

## Extensão da corrupção

### Autoridades governamentais

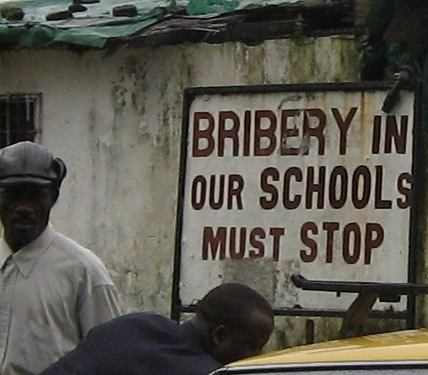
Um cartaz anticorrupção na Libéria, 2004

No Índice de Percepção da Corrupção de 2024 da Transparência Internacional, a Libéria obteve uma pontuação de 27 em uma escala de 0 ("altamente corrupto") a 100 ("muito íntegro"). Quando classificada por pontuação, a Libéria ficou em 135º lugar entre os 180 países do índice, sendo que o país em primeiro lugar é percebido como tendo o setor público mais honesto. Para fins de comparação regional, a pontuação média entre os países da África Subsaariana foi de 33. A pontuação mais alta na África Subsaariana foi 72 e a mais baixa foi 8. Para fins de comparação global, a melhor pontuação foi 90 (1º lugar), a pontuação média foi 43 e a pior foi 8 (180º lugar).
Em 2012, o governo central liberiano demitiu ou suspendeu vários funcionários por corrupção. O Auditor-Geral Robert L. Kilby e a Diretora-Geral da Agência de Serviços Gerais, Pealrine Davis-Parkinson, foram demitidos por conflitos de interesse.
O vice-ministro da Justiça Freddie Taylor, o vice-comissário do Departamento de Imigração e Naturalização (BIN) Robert Buddy, o ex-procurador-geral Micah Wright e o chefe da Patrulha de Fronteira do BIN, Wilson Garpeh, foram demitidos por suposto envolvimento em tráfico humano.
O vice-ministro de Obras Públicas Victor B. Smith foi suspenso por supostamente violar a lei, mas foi reintegrado uma semana depois, após uma investigação. A presidente Sirleaf demitiu o presidente e outros membros do conselho da Autoridade Aeroportuária da Libéria em meio a alegações de corrupção. Um ministro assistente do Trabalho também foi demitido por emitir permissões de trabalho para estrangeiros, supostamente após receber subornos.

### Sistema judiciário liberiano
O relatório do Departamento de Estado dos EUA de 2013 afirmou que: "Os juízes eram suscetíveis a subornos para conceder indenizações em casos civis. Às vezes, os juízes solicitavam subornos para julgar casos, libertar detidos da prisão ou declarar réus inocentes em processos criminais. Advogados de defesa e promotores às vezes sugeriam que os réus pagassem subornos para garantir decisões favoráveis ou para agradar juízes, promotores, jurados e policiais."
Em 2012, a Polícia Nacional da Libéria (LNP) "investigou relatos de má conduta ou corrupção policial, e as autoridades suspenderam ou demitiram vários oficiais da LNP."
Em 2013, a Human Rights Watch publicou um relatório especificamente sobre a corrupção policial na Libéria. A organização entrevistou mais de 120 pessoas que disseram ter sido vítimas em suas interações com a polícia. Segundo o relatório, "os policiais normalmente pedem que as vítimas de crimes paguem para registrar seus casos, para o transporte até a cena do crime e por canetas e outros itens usados na investigação. Suspeitos de crimes rotineiramente pagam subornos para serem liberados da detenção policial."
Vendedores ambulantes disseram ser frequentemente vítimas de batidas policiais, especialmente em Monróvia. Relataram que os policiais rotineiramente roubam mercadorias, prendem os vendedores e depois exigem pagamento para libertá-los. Motociclistas e motoristas de táxi em todo o país descreveram casos de assédio e extorsão nas estradas. Aqueles que se recusam a atender às exigências dos policiais enfrentam violência e prisão. Unidades armadas de elite, como a Unidade de Apoio Policial (Police Support Unit), foram frequentemente citadas por abusos violentos.
A Human Rights Watch também entrevistou 35 policiais de diferentes patentes para o estudo. Os policiais descreveram condições de trabalho com suprimentos inadequados, salários baixos e pressão para pagar seus superiores a fim de obter cargos e promoções desejadas.

### Sistema educacional
No sistema educacional da Libéria, são amplamente relatados casos de clientelismo e suborno por parte de administradores, professores e estudantes. Abuso de recursos, ausência de professores e relações sexuais em troca de notas são comuns. Uma cultura de silêncio impede a denúncia dos problemas e, portanto, qualquer reforma construtiva.
Em 2013, começou a funcionar em partes do sistema educacional liberiano uma caixa de sugestões anônimas por SMS, voltada para estudantes e educadores, com o objetivo de relatar abusos sistêmicos.
Em 2014, o chefe da Comissão Nacional de Ensino Superior da Libéria estava sob investigação pela Comissão Anticorrupção da Libéria pela segunda vez, devido a alegações de desvio de verba relacionada a viagens oficiais que supostamente nunca ocorreram. A Comissão Nacional de Ensino Superior coordena, monitora, avalia e credencia todas as instituições de ensino superior.

### Sistema de saúde
Durante a epidemia de ebola na Libéria em 2014, algumas equipes encarregadas da coleta de corpos aceitaram subornos para emitir atestados de óbito falsificados para familiares, afirmando que seus entes queridos haviam morrido por causas diferentes do ebola. Em alguns casos, o corpo da vítima de ebola era deixado com os parentes. O ebola carrega um forte estigma na Libéria, e muitas famílias não querem admitir que seus familiares morreram da doença. Outro fator é o desejo de realizar sepultamentos tradicionais.
Um jornalista norte-americano de uma ONG relatou que policiais liberianos o ameaçaram de prisão e exigiram suborno para permitir que ele deixasse o complexo da organização Médecins Sans Frontières.

## Esforços anticorrupção
A Comissão Anticorrupção da Libéria (LACC, na sigla em inglês) e o Ministério da Justiça são responsáveis por expor e combater a corrupção oficial.

### Comissão Anticorrupção da Libéria
A Comissão Anticorrupção da Libéria, criada em 2008, sofre com falta de recursos e pessoal, sendo teoricamente autorizada a processar crimes relacionados à corrupção. A Human Rights Watch (HRW) observou, em 2011, que apesar de múltiplos escândalos de corrupção em alto nível ocorridos no ano anterior, resultaram "em poucas investigações e apenas duas condenações."
Em 2013, a LACC recebeu 25 casos, investigou 23 e recomendou 4 para processo judicial. Não houve nenhuma condenação.
A HRW criticou o fato de a comissão ser "prejudicada pela insuficiência de fundos [e] pessoal" e não possuir, de fato, "autoridade para processar casos de forma independente." Segundo a organização, a incapacidade da presidente Ellen Johnson Sirleaf em enfrentar essa questão gerou "a percepção de que a presidente não tinha vontade política para resolver o problema."
Em seu último discurso sobre o Estado da Nação, em 2017, a presidente Sirleaf reconheceu que a corrupção na Libéria era grande demais para ser eliminada por sua administração.

### Divulgação financeira
O relatório do Departamento de Estado dos EUA de 2013 observou que a presidente Ellen Johnson Sirleaf emitiu a Ordem Executiva 38 em janeiro de 2012, solicitando que os membros do Poder Executivo fizessem a divulgação financeira e declarassem seus bens à Comissão Anticorrupção da Libéria (LACC). Muitos funcionários só o fizeram após a presidente ameaçar demissão caso não cumprissem a exigência. Todos os membros do Poder Executivo declararam seus bens até o final daquele ano.
A LACC iniciou um processo de verificação patrimonial para revisar essas declarações e, em outubro de 2012, divulgou um resumo dos resultados, destacando algumas discrepâncias e casos de acúmulo de riqueza sem explicação. A LACC não era obrigada a divulgar o conteúdo completo das declarações, mas publicou informações agregadas sobre a cooperação dos funcionários e os resultados gerais do processo de verificação patrimonial.

### Transparência governamental
A Lei de Liberdade de Informação (FOIA), de 2010, prevê que o governo deve liberar informações públicas que não envolvam segurança nacional ou questões militares mediante solicitação. Alguns defensores da transparência, incluindo o chefe da LACC, sugeriram que a lei FOIA precisa ser aprimorada para garantir que os cidadãos possam acessar informações que comprovem o uso adequado dos recursos públicos.